# Revolution Begins
Revolution Begins es el tercer EP publicado por la banda de death metal melódico Arch Enemy. Fue publicado el 31 de agosto de 2007, en Century Media Records. Se hizo un vídeo musical para la canción de mismo nombre, "«Revolution Begins»", también contiene escenas tras bambalinas y en directo desde el concierto de Londres el 17 de agosto de 2007. Las canciones, «Revolution Begins» y «Blood on Your Hands» están íncluidas en el álbum Rise of the Tyrant. «Walk in the Shadows» es originalmente de la banda americana Queensrÿche.

## Lista de canciones
1. "Revolution Begins" − 4:11
2. "Blood on Your Hands" − 4:41
3. "Walk in the Shadows" − 3:07 (Queensrÿche cover)
4. "I Am Legend / Out for Blood" (live) − 5:36

## Créditos
- Angela Gossow − voz
- Michael Amott − guitarras
- Christopher Amott − guitarras
- Sharlee D'Angelo − bajo
- Daniel Erlandsson − batería